# Isabel Pagán Navarro
Isabel Pagán Navarro (Oriola, 24 de juliol de 1986) és una exgimnasta rítmica valenciana que va competir en la modalitat de conjunts, sent olímpica a Atenes 2004 i Pequín 2008. Posseeix a més diverses medalles en proves de la Copa del Món i altres competicions internacionals. També va ser campiona d'Espanya júnior (2001), i en conjunts, campiona d'Espanya infantil (1998) i júnior (2000) amb el Club Atlético Montemar.

## Biografia esportiva

### Inicis
Va començar en la gimnàstica rítmica en 1993, amb 7 anys, després que la seua germana major l'hi recomanés. Va començar en l'oriolà Gimnàs González, per passar posteriorment a l'Escola Municipal de Gimnàstica Rítmica d'Oriola, on va ser entrenada per Peligros Piñero. Finalment va ingressar en el prestigiós Club Atlético Montemar d'Alacant, club del que han sorgit altres gimnastes espanyoles importants com Carolina Pascual (que va ser la seua entrenadora), Marta Baldó o Estela Giménez.
En 1998 va ser subcampiona d'Espanya individual en categoria infantil i campiona d'Espanya de conjunts en la mateixa categoria, i en 1999 va ser medalla de bronze en el concurs general de la categoria júnior amb el conjunt del Montemar en el Campionat d'Espanya de Conjunts a Valladolid (un conjunt llavors integrat també per altres tres futures gimnastes de la selecció com Marta Linares, Jennifer Colino i Laura Devesa, a més de per Ana Marqueño). El 2000 va ser campiona d'Espanya de conjunts en categoria júnior en el Campionat d'Espanya de Conjunts a Màlaga i en 2001, poc abans d'ingressar en el conjunt nacional, va ser campiona d'Espanya individual en categoria júnior.

### Etapa en la selecció nacional

#### 2001 - 2004: cicle olímpic d'Atenes 2004
Al setembre de 2001 va ser reclamada per formar part de la selecció nacional de gimnàstica rítmica d'Espanya en la modalitat de conjunts. Va entrenar des de llavors una mitjana de 8 hores diàries al Centre d'Alt Rendiment de Madrid a les ordres primer de Rosa Menor i Noelia Fernández, i des de 2004 d'Anna Baranova i Sara Bayón. El juliol de 2002 va disputar el Campionat del Món de Nova Orleans, on el conjunt va acabar 9é en el concurs general i 7é en la final de 5 cintes. El conjunt per a les competicions va estar integrat aquell any per Isabel, Sonia Abellot, Belén Aguado, Blanca Castroviejo, Bàrbara González i Marta Linares.
Per a febrer de 2003, el conjunt va conquistar els 3 ors disputats en el Torneig Internacional de Madeira. En el Trofeu Sant Petersburg Pearls va aconseguir 3 bronzes. Posteriorment, en el Triangular Internacional de Torrevella obté la plata en el concurs general. A l'abril de 2003 el conjunt espanyol va competir en el Campionat d'Europa de Riesa, en el qual va aconseguir el 6é lloc en el concurs general, el 7é en 3 cèrcols i 2 pilotes i el 8é en 5 cintes. Al setembre va disputar el Campionat del Món de Budapest, aconseguint novament el 6é lloc en el concurs general, i obtenint així la plaça per als Jocs Olímpics d'Atenes 2004. També van aconseguir el 7é lloc en 3 cèrcols i 2 pilotes, i el 6é en 5 cintes. El conjunt va estar integrat a l'inici de l'any per Isabel, Sonia Abellot, Blanca Castroviejo, Bàrbara González, Lara González i Nuria Velasco, encara que Blanca Castroviejo es va retirar al maig, tornant a la titularitat Marta Linares.
Al febrer de 2004, en el Torneig Internacional de Madeira, el conjunt va obtenir 3 medalles de plata. En el Preolímpic d'Atenes, celebrat al març, va aconseguir la 6a plaça en el concurs general. A l'abril de 2004, el conjunt va disputar el Volga Magical International Tournament de Nizhni Nóvgorod, una prova de la Copa del Món de Gimnàstica Rítmica, on va aconseguir el 4t lloc en el concurs general, el 5é en 3 cèrcols i 2 pilotes i el 4t en 5 cintes. Al maig, en la prova de la Copa del Món disputada en Duisburg, va obtenir el 4t posat punt en el concurs general com en les finals per aparells, així com en el concurs general de la prova celebrada en Varna al juliol. L'agost van tenir lloc els Jocs Olímpics d'Atenes, la primera participació olímpica d'Isabel. El conjunt espanyol va obtenir la classificació per a la final després d'aconseguir la 8a plaça en la classificació. Finalment, el 28 d'agost va aconseguir la 7a posició en la final, per la qual cosa va obtenir el diploma olímpic. El conjunt per als Jocs estava integrat per Isabel, Sonia Abellot, Bàrbara González, Marta Linares, Carolina Rodríguez i Nuria Velasco. Encara que formaven part, com suplents, de l'equip nacional aquell any, Lara González i Ana María Pelaz es van quedar fora de la convocatòria per als Jocs, per la qual cosa el seu paper es va limitar a animar a les seues companyes des de la graderia del pavelló atenès.

#### 2005 - 2008: cicle olímpic de Pequín 2008
Per 2005, la nova seleccionadora nacional era Anna Baranova, sent també des de llavors entrenadora del conjunt al costat de Sara Bayón. En el Campionat del Món de Bakú, el conjunt va obtenir el 7é lloc en el concurs general i el 6é en 3 cèrcols i 4 maces. El conjunt ho van formar aquest any Isabel, Bàrbara González, Lara González, Marta Linares, Ana María Pelaz i Nuria Velasco.
A principis de març de 2006, el conjunt espanyol obté 3 medalles de plata en el Torneig Internacional de Madeira. Al setembre, en la prova de la Copa del Món celebrada en Portimão, el conjunt aconsegueix el bronze en 5 cintes i la plata en 3 cèrcols i 4 maces, a més del 5é lloc en el concurs general. Aquest mateix mes, en el Campionat d'Europa de Moscou va aconseguir el 5é lloc en el concurs general i el 5é lloc en la final de 5 cintes. Al novembre el combinat espanyol va participar en la Final de la Copa del Món en Mie, on va obtenir el 5é lloc en 5 cintes i el 8é en 3 cèrcols i 4 maces. El conjunt era pràcticament el mateix que l'any anterior però amb Violeta González substituint a Marta Linares.
A l'abril de 2007, en la prova de la Copa del Món disputada en Portimão, el conjunt aconsegueix el 5é lloc en el concurs general i el 6é punt en la final de 5 cordes com en la de 3 cèrcols i 4 maces. Al maig obté la medalla de plata tant en el concurs general com en la final de 3 cèrcols i 4 maces de la prova de la Copa del Món disputada en Nizhni Nóvgorod, a més del 4t lloc en 5 cordes. Al setembre d'aquest mateix any va tenir lloc el Campionat del Món de Patras. El conjunt va obtenir el 5é lloc en el concurs general, la qual cosa els va donar la classificació pels Jocs Olímpics de Pequín 2008. També van aconseguir el 6é lloc tant en 5 cordes com en 3 cèrcols i 4 maces. Al desembre van disputar el Preolímpic de Pequín, obtenint el 8é lloc en el concurs general. El conjunt titular ho integrarien aquest any Isabel, Bàrbara González, Lara González, Ana María Pelaz, Verónica Ruiz i Bet Salom.
Per a aquesta època, a més de les titulars, en la concentració preparatòria dels Jocs es trobaven altres gimnastes llavors suplents com Sandra Aguilar, Cristina Dassaeva, Sara Garvín, Violeta González o Lidia Roedondo. El juny de 2008 va tenir lloc el Campionat d'Europa de Torí, on el conjunt va aconseguir el 6é lloc en el concurs general i el 4t lloc tant en 5 cordes com en 3 cèrcols i 4 maces. L'agost d'aquest any va participar en els Jocs Olímpics de Pequín 2008. Serien els seus segons Jocs Olímpics. El conjunt sols va poder obtenir l'11a posició en la fase de classificació, després de cometre diversos errors en el segon exercici, el de 3 cèrcols i 4 maces. Això va fer que l'equip no pogués ficar-se en la final olímpica. A l'octubre d'aquest mateix any aconseguiria dues medalles de plata en la Final de la Copa del Món disputada a Benidorm, tant en la competició de 5 cordes com en la de 3 cèrcols i 4 maces. El conjunt estava integrat per les mateixes gimnastes que van anar a Pequín: Isabel, Bàrbara González, Lara González, Ana María Pelaz, Verónica Ruiz i Bet Salom. La Final de la Copa del Món seria la seua última competició amb l'equip espanyol, retirant-se després d'aquest campionat al costat de les germanes Bàrbara i Lara González.
Després de la seva retirada va exercir d'entrenadora, sent primer ajudant d'entrenaments de la selecció nacional. També va practicar durant un temps gimnàstica estètica al costat d'altres exgimnastas nacionals com Sonia Abellot, Nuria Artigues, Rebeca García, Sara Garvín, Bàrbara González, Lara González, Marta Linares i Bet Salom. Després de convertir-se en Tècnica Nacional de III Nivell, va començar a entrenar al Club Gimnàstica Rítmica Arganda d'Arganda del Rey. També estudia el doble grau de Magisteri d'Educació Primària i Infantil (esment en Psicomotricitat i Educació Física) a la Universitat Complutense de Madrid. En l'actualitat és Secretària Tècnica de la Real Federació Espanyola de Gimnàstica.
Després de la seva retirada va exercir d'entrenadora, sent primer ajudant d'entrenaments de la selecció nacional. També va practicar durant un temps gimnàstica estètica al costat d'altres exgimnastas nacionals com Sonia Abellot, Nuria Artigues, Rebeca García, Sara Garvín, Bàrbara González, Lara González, Marta Linares i Bet Salom. Després de convertir-se en Tècnica Nacional d'III Nivell, va començar a entrenar al Club Gimnàstica Rítmica Arganda d'Arganda del Rey. També estudia el doble grau de Magisteri d'Educació Primària i Infantil (esment en Psicomotricitat i Educació Física) a la Universitat Complutense de Madrid. En l'actualitat és Secretària Tècnica de la Real Federació Espanyola de Gimnàstica.

## Palmarès esportiu[calcitació]

### Selecció espanyola
| 2002 - Trofeu Sant Petersburg Pearls Plata en concurs general Resultat en les finals desconegut - Campionat del Món de Nova Orleans 9é lloc en concurs general 7é lloc en 5 cintes 2003 - Torneig Internacional de Madeira Or en concurs general Or en 5 cintes Or en 3 cèrcols i 2 pilotes - Trofeu Sant Petersburg Pearls Bronze en concurs general Bronze en 5 cintes Bronze en 3 cèrcols i 2 pilotes - Triangular Internacional de Torrevella Plata en concurs general - Torneig Internacional de Thiais 7é lloc en concurs general 7é lloc en 5 cintes - Campionat d'Europa de Riesa 6é lloc en concurs general 8é lloc en 5 cintes 7é lloc en 3 cèrcols i 2 pilotes - Grand Prix de Sofia 4é lloc en concurs general Plata en 5 cintes Bronze en 3 cèrcols i 2 pilotes - Campionat del Món de Budapest 6é lloc en concurs general 6é lloc en 5 cintes 7é lloc en 3 cèrcols i 2 pilotes 2004 - Torneig Internacional de Madeira Plata en concurs general Plata en 5 cintes Plata en 3 cèrcols i 2 pilotes - Preolímpico d'Atenes 6é lloc en concurs general - Volga Magical International Tournament / Prova de la Copa del Món en Nizhni Nóvgorod 4t lloc en concurs general 4t lloc en 5 cintes 5rt lloc en 3 cèrcols i 2 pilotes - German Rhythmic Gymnastics Open / Prova de la Copa del Món en Duisburg 4t lloc en concurs general 4t lloc en 5 cintes 4t lloc en 3 cèrcols i 2 pilotes - Prova de la Copa del Món en Varna 4t lloc en concurs general - Jocs Olímpics d'Atenes 2004 8é lloc en qualificació 7é lloc en final i diploma olímpic 2005 - AGF Cup / Prova de la Copa del Món a Bakú 4t lloc en 5 cintes Bronze en 3 cèrcols i 4 maces - Grand Prix de Deventer / Alfred Vogel Cup 5é lloc en concurs general 4t lloc en 5 cintes 5é lloc en 3 cèrcols i 4 maces - Grand Prix de Berlín / Berlin Masters Bronze en concurs general Bronze en 5 cintes Bronze en 3 cèrcols i 4 maces - Henkel Rhythmic Gymnastics / Prova de la Copa del Món en Düsseldorf 4t lloc en concurs general 5é lloc en 5 cintes 4t lloc en 3 cèrcols i 4 maces | 2005 (continuació) - Campionat del Món de Bakú 7é lloc en concurs general 6é lloc en 3 cèrcols i 4 maces 2006 - Torneig Internacional de Madeira Plata en concurs general Plata en 5 cintes Plata en 3 cèrcols i 4 maces - Grand Prix de Thiais 5é lloc en concurs general Resultat en finals desconegut - Prova de la Copa del Món a Gènova 6é lloc en concurs general 10é lloc en 5 cintes 9é lloc en 3 cèrcols i 4 maces - Prova de la Copa del Món en Portimão 5é lloc en concurs general Bronze en 5 cintes Plata en 3 cèrcols i 4 maces - Campionat d'Europa de Moscou 5é lloc en concurs general 5é lloc en 5 cintes - Final de la Copa del Món en Mie 5é lloc en 5 cintes 8é lloc en 3 cèrcols i 4 maces 2007 - Prova de la Copa del Món en Portimão 5é lloc en concurs general 6é lloc en 5 cordes 6é lloc en 3 cèrcols i 4 maces - Prova de la Copa del Món en Nizhni Nóvgorod Plata en concurs general 4é lloc en 5 cordes Plata en 3 cèrcols i 4 maces - Prova de la Copa del Món a Gènova 6é lloc en concurs general 5é lloc en 5 cordes 5é lloc en 3 cèrcols i 4 maces - Campionat del Món de Patras 5é lloc en concurs general 6é lloc en 5 cordes 6é lloc en 3 cèrcols i 4 maces - Preolímpico de Pequín 8é lloc en concurs general 2008 - Prova de la Copa del Món en Portimão 6é lloc en concurs general 7é lloc en 5 cordes 6é lloc en 3 cèrcols i 4 maces - Grand Prix de Marbella / Andalusia Cup de Conjunts Or en 5 cordes - Prova de la Copa del Món a Minsk 5é lloc en concurs general 5é lloc en 5 cordes 5é lloc en 3 cèrcols i 4 maces - Campionat d'Europa de Torí 6é lloc en concurs general 4t lloc en 5 cordes 4t lloc en 3 cèrcols i 4 maces - Jocs Olímpics de Pequín 2008 11é lloc en qualificació - Final de la Copa del Món a Benidorm Plata en 5 cordes Plata en 3 cèrcols i 4 maces |

## Premis, reconeixements i distincions
- Finalista a Millor Esportista Femenina de 2004 en els Premis Esportius Provincials de la Diputació d'Alacant (2005)[25]
- Premi Fortius al millor esportista en categoria sènior i Premi Fortius al millor esportista oriolà en la I Gal·la de l'Esport d'Oriola (2008)[26][27]